# Cent vint-i-vuit
El nombre 128 (CXXVIII) és el nombre natural que segueix el nombre 127 i precedeix el nombre 129.
La seva representació binària és 10000000, la representació octal 200 i l'hexadecimal 80.
La seva factorització en nombres primers és 27; altres factoritzacions són 1×128 = 2×64 = 4×32 = 8×16 =27.
Es pot representar com a la suma de dos nombres primers consecutius: 61 + 67 = 128.